# ネトゲの嫁は女の子じゃないと思った?
『ネトゲの嫁は女の子じゃないと思った？』（ネトゲのよめはおんなのこじゃないとおもった）は、聴猫芝居による日本のライトノベル。イラストはHisasiが手掛けている。電撃文庫（アスキー・メディアワークス→KADOKAWA）より2013年7月から2023年12月まで刊行された。略称は「ネトゲの嫁」。2017年2月時点でシリーズ累計発行部数は105万部を記録している。
ネット小説投稿サイト「カクヨム」では8巻と9巻の間を描いた作者本人によるホワイトデー番外編が無料公開され、21巻はその番外編と1年後のホワイトデーを描いたストーリーが収録されている。
メディアミックスとして、石神一威によるコミカライズが『電撃G'sコミック』において連載され、テレビアニメ化もされた。

## あらすじ
県立前ヶ崎高校に通うネットゲーム（以下ネトゲ）が好きな男子高校生の西村英騎は、（物語開始時の）二年前にMMORPGの「レジェンダリー・エイジ」で結婚システムの一環で女性キャラの猫姫へ告白したものの、相手から自分はネカマだと告げられ、激しいショックを受ける。そのトラウマから「リアルとゲームは別物」だと区別しながら、現在の自分が所属するギルド「アレイキャッツ」の面々とゲームを楽しんでいた。
そんなある日、仲間の一人であるアコから告白をされ、成り行きで彼女とゲームの中で結婚することになる。さらに英騎は、ギルドマスターからギルド結成一周年を記念して初のオフ会の開催を告げられる。そしてオフ会で他のギルドメンバーが同じ高校の女生徒であり、アコは引きこもり気味のコミュ障の玉置亜子、シュヴァインはクラスメイトの瀬川茜、アプリコットは生徒会長の御聖院杏だと知ることになる。
だが、亜子は現実とゲームの区別が付かない残念な娘であった。メンバー内の相談の末、杏は生徒会長の権限を乱用して現代通信電子遊戯部（ネトゲ部）を新たに設立し、亜子の更生という目的のため、放課後に部室でネトゲを出来るようにする。その後、決まっていなかった顧問も英騎のクラスの担任の斉藤結衣を迎えることで解決し、ネトゲ部の活動が本格的にスタートするのだった。

## 登場人物
第10巻で登場人物の学年は一つあがる。

### 主要人物
西村 英騎（にしむら ひでき）
声 - 豊永利行
本作の主人公。前ヶ崎高校1年生。趣味がネトゲのオタク。MMORPG「レジェンダリー・エイジ（以下LA）」でのキャラクター名は「ルシアン」。職業はアーマーナイトで、ギルド「アレイキャッツ」では防御を活かしたメイン盾として活躍している。ゲームの腕は廃人には及ぶべくもないが、広範なセオリーを調べて理解して、それを実践できるだけの技量はある。他ゲームでもそれなりの腕を持つが基本が防御重視なので、防御力が存在しないサバイバルゲームベースのネトゲでは、アレイキャッツ中最下位だった。
自分への評価は著しく低いが、困った初心者を見捨てられず何かと手助けしたり、裏表なく自分の欲より人を迷わず優先する気概、意識することなく自分を下げて人を庇う面などから、亜子をはじめとした複数の女子から好感を持たれている。いわゆる鈍感系主人公ではなく、杏や茜からの好意もきちんと理解して受け止めている。そのうえで自分が一番好きなのは亜子であり他の女性を優先することはできないと明言しており、このはっきりとした態度が奈々子をはじめとした他の女性陣からの信頼を得る理由となっている。
オープンオタなキャラで、自分相手ならそういう話ができるという点を周囲とのコミュニケーションツールとしているが、漫画・アニメ等は「流行りモノをチェックする」程度にしか嗜んでいない。またオープンオタキャラを確立するまで色々と失敗してきた経験からそれなりに会話スキルも高いが、帰宅後は枕に顔をうずめて脳内会議にて反省会を行っているなど彼なりに苦悩していたりする一面もある。
杏の評価では本質的には亜子と同様に「支えるべき人間がいてこそ真面目に生きられるタイプ」であり、英騎自身も否定できないと納得している。
杏の部長引退に伴い副部長に就任することになった。
玉置 亜子（たまき あこ）
声 - 日高里菜
本作のヒロイン。前ヶ崎高校1年生。LAでのキャラクター名は本名と同じ「アコ」。職業はクレリックで、ギルド「アレイキャッツ」のメンバー。ネトゲ内で仲間のルシアンに告白して夫婦となる。
父と母が世間一般と比べて凄まじく愛し合っていることを英樹と出逢うまでは理解できず、英樹と出逢うまでは家庭にも学校にも居場所がないと思い込んでしまったいた時期がある。
ネットでもリアルでも知的な風貌で小柄かつスタイルもよい美少女だが、ルシアンだと知った英騎をリアルでも周りの目を気にせずに「ルシアン」と呼んで夫婦として振舞おうとするなど、ネットと現実の区別が全く付かない。家族とネトゲ部のメンバー相手には普通に話せるが、基本的にコミュ障で知らない人には対人恐怖症気味のため、他人を避ける傾向が強い。現実ではぼっちで学校も殆ど出てこないほどであったが、ネトゲ部の面々の教育の成果とルシアンとリアルでも会えるというエサもあって授業に出てくるようになり、少しずつクラスメイトとも話せるようになってきている。ちなみに、ギルドメンバーの女子二人については、乙女の勘で潜在的に西村に好意があると感じており、実は少し警戒している。
プライベートの彼女は、成績は赤点ギリギリ、自室では下着姿や全裸でいるなど残念な所もあるが、料理が得意だったりと家庭的な一面がある。
瀬川 茜（せがわ あかね）
声 - 水瀬いのり
前ヶ崎高校1年生。英騎のクラスメイト。ツインテールの少女でオタクを嫌っており、特に英樹への攻撃的な言動が目立つ。しかし、実は自身もネトゲ好きで周囲にはそれを隠してプレイしている隠れオタク。LAでのキャラクター名は「シュヴァイン（声 - 松風雅也）」。職業はソードダンサーで、ギルド「アレイキャッツ」のメンバー。家のPCがお下がりでスペックが低いのが悩みであり、ネトゲ部のPCのハイスペックに釣られる格好で入部。オタクであることを隠すためにかなり努力しているが、現実でもハンドルネームで呼んでくる亜子などのために度々危機に陥らされている。
LAをやり始めたきっかけは、女子同士の裏のある付き合いに少しうんざりしていた頃にLAのコマーシャルで流れていた男同士の裏表のない友情に憧れたため。結果、彼女が求めた「馬鹿やって突っ込んで喧嘩して笑ってまた明日」という関係は無事にルシアンと結ばれた。そのためか、内心では彼に拒絶されるのを恐れている所がある。
料理の腕に関しては壊滅的であり、独特の組み合わせに挑戦するため更なる失敗を呼び込んでいる。
杏の部長引退に伴い部長に就任することになった。
御聖院 杏（ごしょういん きょう）
声 - M・A・O
前ヶ崎高校2年生。理事の娘にして生徒会長。生徒たちからは慕われているものの、常時自信満々で破天荒な言動と、立場と敬意から他の生徒に距離を取られているため友達はおらず、恋愛や彼氏などの気配も全くなかった。そのため、亜子同様にリア充を嫌っている。LAでのキャラクター名は「アプリコット（声 - 羽多野渉）」。職業はロウウィザードで、ギルド「アレイキャッツ」のギルドマスター。リアルでも統率力と行動力を発揮し、ギルドのオフ会を開催し、メンバーのため学校でもネトゲが出来るように「現代通信電子遊戯部（通称：ネトゲ部）」を設立する。なお、実家がお金持ちなゆえかネトゲでは課金癖があるため、よく英騎や茜からそれを嗜められている。その金のつぎ込みぶりは、普通は問題視される課金重視のゲームバランスを絶賛し、廃人クラスですら引くほど凄まじい。
アプリコットもシュヴァインと同じく作中ビジュアルが描写されることが少ない。『キャラの格好をしたプレイヤー』の姿では胸に帯が縦に下がっているだけであるため、何気に痴女同然の有様となっている。亜子をも上回る抜群のスリーサイズには誇りをもっており、英騎の予想としては英騎が杏の着替えを覗いても苦笑して許してくれるとのこと。
変人だと自覚している自分を普通に受け入れてくれる西村には、それなりに心を許している所がある。冗談で下の名前で呼ぶよう要求して本当に呼ばれた時は、初めて異性に名前で呼ばれたこともあり、耳まで真っ赤になっていた。
秋山 奈々子（あきやま ななこ）
声 - 大和田仁美
前ヶ崎高校1年生。当初は名前がなく「女子高生A」と呼称されていた。英騎のクラスメイトで、茜の友人。明るい性格で友人が多く人気もあり、コミュニケーション能力が高く異性や初対面でもフレンドリーに接することができる、いわゆるリア充。本人はそれを計算でやっておらずひけらかす気などは無いが、英樹達とは住む世界の違いから意図せず問題の発生源となってしまうことも。小悪魔的な面はあるが根は真面目。後に好奇心から全くの初心者ながらLAのプレイを始める。LAでのキャラクター名は「セッテ」。職業はサモナーで、「むーたん」というペット（召喚獣）がいる。
ネトゲ部のメンバーのお互いへの信頼感は理解しているが、今のままではいずれ環境が変わっていくに連れて関係が自然消滅してしまうであろうことも危惧しており、ネトゲ部のメンバー同士はゲームだけではなくリアルでも互いの関係に踏み込むべきだと持論をもっている。
推薦目当てでクラス委員長なども務めており、他のクラスに対しても顔が広い。一方でしがらみの多いリアルの人間関係には徒労も感じている。実は周囲から無理難題を押し付けられて困りつつも何でもできてしまう自分でありたいという本音の持ち主でもあり、亜子や英騎からは「ドM」だと評価されている。
斉藤 結衣（さいとう ゆい）
声 - 南條愛乃
前ヶ崎高校の教師で、担当科目は国語。年齢は20代前半で未婚。英樹いわく、若いわりにやる気をみせないが、他人に厳しいわけでもない性格。後に杏に脅され現代通信電子遊戯部（ネトゲ部）の顧問となる。LAでのキャラクター名は「猫姫」。職業はカーディナルで、一部のアイドル的存在。語尾に「にゃ」と付けるあざといキャラを演じている。イベントで猫耳を入手しようとするなど、そのキャラが純粋に気に入っている様子であり、猫耳コスプレをこっそり着用していたりする。ルシアンが最初に告白した相手で、当時はネカマを装っていた。
昔の仲間が勝手に「猫姫親衛隊」というギルドを作ったことが悩み。初めは熱意有る教諭でしっかりした性格だったが、ネトゲ部の面々とゲームでもリアルでも行動を共にするにつれ、リアルでも「にゃ」と付けて話すなど、少々ネトゲに毒されている。実は学生時代はレスリング部所属であり、見た目に反して腕っ節はかなり強い。

### 県立前ヶ崎高校
高崎 想（たかさき そう）
声 - 竹内想
前ヶ崎高校1年生。英騎のクラスメイトで比較的出番が多い。話したことのない亜子にいきなり名前で話しかけたことで「話しかけないでほしい」と宣言され精神的に大ダメージを被った。その後は英騎を通して亜子のコミュ障の酷さなどを理解し突然話しかけてしまったことを反省、その教訓を活かしてクラスの女子にも優しく接するようになったことでモテるようになった。鈴谷香織と付き合っては別れることを繰り替えしている。
四条 匠（しじょう たくみ）、幕ノ内 亮（まくのうち りょう）
声 - 鎌田匠（四条 匠） / 神谷亮（幕ノ内 亮）
前ヶ崎高校1年生。英騎のクラスメイトで、彼の友人たち。原作では名前はない。
鈴谷 香織（すずや かおり）
前ヶ崎高校1年生。「かおちゃん」と呼ばれ高崎とつきあっては別れることを繰り返している。
双葉 みかん（ふたば みかん）
前ヶ崎高校の新入生で、瑞姫の友人。眼鏡を掛けた大人しい少女。ネトゲ部の新入部員を探していた英騎と知り合い、部へ連れて来られてLAのプレイを始める。負けず嫌いな所があり、亜子にライバル心を抱く。なので、亜子を超えるまでは入部はしないと決めている。「みかん」という名前に関しては本人も気にしている模様。

### 家族関係者
西村 瑞姫（にしむら みずき）
声 - 飯塚麻結
英騎の妹で中学3年生。英騎は知らないもののネトゲをやっており、LAでのキャラクター名は「シュシュ」。職業はモンク。シュシュと出会った英騎は当初相手を「妹なりきりプレイをしているヤバいストーカー」だと思い込んでいた。英騎に身長体重やスリーサイズを教えるほど兄妹仲は良く、それゆえに兄の女性関係を心配している。
英騎の母
英騎の母親で、茜よりも小柄で瑞姫の妹にも見えてしまうほど幼い容姿の持ち主。仕事をバリバリこなしているため英騎や瑞樹の帰宅時間に家にいることは少ないが家族のことを大切に思っている。亜子と同じくコミュ障であり初対面の人と話す際には事前に台本を用意して数日かけて練習、実際に会う際にも台本を持って会話に臨むため会話には大変時間がかかってしまう。一方で嫌なことからは全力で逃げ続ける亜子と違い、苦手なことには必ず克服しようと全力で取り組むタイプなので人間関係そのものには支障はない。
英騎の父
英騎の父親で母親以上に多忙なため滅多に帰宅できない。2週間近く顔をあわせないこともあるが家族関係は良好であり書き置きなどもしている。英騎も体を壊さないでほしいと心配している。
おおざっぱな性格に見えて他人の言動はしっかりと分析しており、亜子が今まで狭い世界でしか生活してこなかったことを一瞬で看破するなど非常に鋭い感性の持ち主。当初は大学へ進学した亜子が広い世界を経験した後は英樹を捨てると予想していたが、亜子の英樹に対する想いの凄まじさを亜子自身にお説教されたことで亜子の愛の重さを理解。英樹には亜子をしっかり養えるように労りの言葉をかけるようになる。
亜子の母
声 - 高本めぐみ
亜子の母親で、亜子が問題点をすべて解決し、そのまま成長したような美人。髪型はストレート。英騎のことは亜子が家でよく話すことから「ルシアン」として知っており、初対面の段階で仲を応援している。ただ話で聞いていたとはいえ、初見の男子に娘の部屋の鍵を渡すなど、段階を飛びすぎな点は親子で似ている。旦那に対する愛は亜子以上に凄まじく、夫が出張すれば一緒にホテルに宿泊し、バレンタインデーには亜子に教えた通り全身にチョコを塗って夫に告白するなど亜子以上の愛情深さの持ち主。
亜子の父
亜子の父親で、ナイスミドルな男性。妻や娘と比べて常識人であり、偶然会った英騎からはその普通な思考に感謝されている。自分と妻が世間一般と比べて凄まじく愛し合っていることは理解しており、英樹と出逢うまでの亜子が愛について理解できず家庭に居場所がないと思い込んでしまっていたことは深く反省している。
御聖院 時宗（ごしょういん ときむね）
杏の大叔父。前ヶ崎高校の理事長を務めている老人。杏の父親（前ヶ崎高校の理事）は甥にあたる。結衣のことを気に入っているらしい。若い頃は血気盛んであり、好きになった女性のお見合いに乱入し見事その女性と結婚したという武勇伝をもつ。

### LAのプレイヤー
†黒の魔術師†
声 - 遊佐浩二
LAにおける大手ギルド「TMW」のギルドマスター。いわゆるネトゲ廃人に近い人物で、ギルドメンバーも私生活を犠牲にしている人までいる廃人集団。ルシアンとは知り合いの仲。廃人ではあるがプレイヤーの中でも比較的良識がある方で、ルシアンの提案を快く受け入れるなど人も良いが、何かとクセがある点は否めない。アプリコットがリアルでは女性であることも気づいており、猫姫争奪戦で勝者となったアプリコットが結婚を破棄するであろうことも察していた。
†クラウド†
声 - 山下誠一郎
ギルド「猫姫親衛隊」のリーダー。猫姫を崇拝するあまり、彼女を女王とするギルドを同志たちと結成する。
ユユン、リミット、ルイン、カボたん
声 - 山谷祥生（ユユン）、内山夕実（リミット）、神谷亮（ルイン）、髙橋孝治（カボたん）
ギルド「猫姫親衛隊」のメンバーたち。猫姫への愛はリーダーの†クラウド†に勝るとも劣らない。
バッツ
声 - 増田俊樹
5人で構成された対人最強の傭兵ギルド「ヴァレンシュタイン」のリーダー。重度の対人戦好きであり裏切りも普通に行うなど、廃人ゆえの偏った楽しみ方をするが、ただひたすら面白い対人戦をやりたいだけであり、すっきりと負けを認めるなど性根はそこまで悪くはない。サブアカウントを4つくらい所持している。
コロウ
声 - 鎌田匠
ギルド「ヴァレンシュタイン」のメンバー。アーマーナイトの男性、名前は古狐が由来である。
ミズキ
声 - 内山夕実
ギルド「ヴァレンシュタイン」の女性ヒーラー。対人用のヒーラーは「ミズキ」(攻城戦時)、PT用ヒーラーは「ミズカ」(レイドボス時)、攻撃型ヒーラーの「ミズホ」(未登場)の複数垢を持つ。チャットの最後に「^^」を付けるのが特徴。
たぬこ師匠
ギルド「おそうじ組合」の代表者。語尾に「たぬ」と付けてキャラ作りをしている。ルシアンに対してタンクの立ち回りを教えた。「たぬこ先生」、「たぬこ楽師」などサブアカウントを複数持つ。
ディー
ルシアンの知り合い。「もとニートで今は社会人」という自称はあるが、実際は不明。当初は自身がはいっていたギルドにうんざりし脱退するための新規団員勧誘（という名の人身御供）のためルシアンに声をかけた。

### その他
GM01 Nyack
声 - 速水奨
LAのゲームマスター。ルシアンのアカウントハック事件が起きた際は対応をとり、その真摯さから「ニャックたん」と呼ばれる。画一的な運営責任者ではなく、ルシアン達の申し立てに対して誠実に対応。権限とルールの範囲を超えることは無いがその中で最大限の行動をし、ロンが行ったアカウントハックに対してもホテルフローレンスと共に本腰をいれて迅速な調査を開始した。
ロン
声 - 興津和幸
数々のネットゲームで巧妙な手を使っては他のプレイヤーのアカウントを奪い、全ての装備品やアイテムを他者に現金で売り払う詐欺師。合宿に使われるホテルにもあらかじめ細工を施していた。ウイルスやマルウェアをばらまくのではなく、ホテルのパソコンに自身が作った偽サイトのURLを登録、偽物と気づかずログインした相手のアカウントを奪い取るという手口で利益を得ていた。

## 用語
レジェンダリー・エイジ
本作の登場人物たちがプレイしている中堅MMORPGであり、物語開始時点で稼働して3年目になる。略称は「LA」。サービス開始一年目から結婚システムが実装されている。その他にも各種イベントも色々と行っており、参加者も多い。
レベルをカンストさせるとキャラを作り直せる「転生」が行えるが、これの達成のために会社・学校を辞めた人までいるという度を越した中毒性があるゲームでもある。
アレイキャッツ
英騎が所属するギルド。メンバーはルシアン、アコ、シュヴァイン、アプリコットの4人。ギルド名の意味は「野良猫」。LAの酒場の一角を溜まり場とする小規模ギルド。セッテや猫姫、シュシュが後に出入りするようになり、イベントなどでは他のギルドのメンバーと協力することもある。
いわゆるエンジョイ勢であり、気分とメンバーの合意次第では雑談だけでその日の活動を終えたり。逆にいえばルシアンがアコのミスで経験値を飛ばされてもあまり気にしていない。廃人とは隔絶していると自覚しているが、一般人からみれば十分かつ重度にネトゲに毒された面々である。
現代通信電子遊戯部
杏がLAのオフ会で、偶然にもパーティー全員が同じ前ヶ崎高校在学生と知り、リアルでも親睦を深めようと権力を行使して設立した部。通称「ネトゲ部」。最速のネット環境を常備し、PCもネットゲームのみに特化したゲーミングPCを特注で製作・設置しており、英騎曰く「優秀だが残念な方向に活用しているPC」。
活動内容は放課後でも気軽に会話をしながらネトゲをすることだが、学内の部活動として認められる内容では無いため、インターネット研究部として誤魔化している（文化祭ではそれなりに難度の高いゲーム内イベントの達成、という突っ込まれたらフォローしづらい展示をやっていたが）。一応、不登校気味だった亜子を常時登校にしたという実績がある。基本的に入部者を大歓迎しているが、本人達は自覚していないが一般プレイヤーから見て重度の廃人っぷりで、イベント時などのノルマが過酷過ぎるため、大抵の入部希望者は入部を諦める。年に二回、杏の別荘などで合宿をするが、その内容は「俗世から切り離された環境でネトゲに集中する」であり実質「缶詰状態」に近い。

## 制作背景
著者は、当初はシリアスな話や真面目なバトルなどを案として出していたが、自身がしっくり来るものではなく、担当編集者にも「本当に書きたいものなのか？」と指摘されていた。そこでネトゲを題材としたストーリーを案として出したところ、担当編集者から「好きに書いてみたらいい」と告げられ、本作の執筆が始まった。
本作に登場するネトゲのあるあるネタは全て著者自身の経験から着想が得られている。著者はあるネトゲ内で女性と結婚をするも、その女性が別の女性キャラクターと浮気するといった出来事があったことを明かしている。また、自身の体験を反映させる上で、多くの人に伝わらないとの理由から日本語版が存在しない海外ゲームについては作中であまり触れないようにしているという。

## 既刊一覧

### 小説
- 聴猫芝居（著）・Hisasi（イラスト）、アスキー・メディアワークス→KADOKAWA〈電撃文庫〉、全23巻
  - 『ネトゲの嫁は女の子じゃないと思った？ Lv.1』、2013年7月10日初版発行（同日発売[31]）、ISBN 978-4-04-891799-5
  - 『ネトゲの嫁は女の子じゃないと思った？ Lv.2』、2013年10月10日初版発行（同日発売[32]）、ISBN 978-4-04-866030-3
  - 『ネトゲの嫁は女の子じゃないと思った？ Lv.3』、2014年2月8日初版発行（同日発売[33]）、ISBN 978-4-04-866332-8
  - 『ネトゲの嫁は女の子じゃないと思った？ Lv.4』、2014年5月10日初版発行（同日発売[34]）、ISBN 978-4-04-866572-8
  - 『ネトゲの嫁は女の子じゃないと思った？ Lv.5』、2014年8月9日初版発行（同日発売[35]）、ISBN 978-4-04-866780-7
  - 『ネトゲの嫁は女の子じゃないと思った？ Lv.6』、2014年12月10日初版発行（同日発売[36]）、ISBN 978-4-04-869090-4
  - 『ネトゲの嫁は女の子じゃないと思った？ Lv.7』、2015年4月10日初版発行（同日発売[37]）、ISBN 978-4-04-865065-6
  - 『ネトゲの嫁は女の子じゃないと思った？ Lv.8』、2015年8月8日初版発行（同日発売[38]）、ISBN 978-4-04-865340-4
  - 『ネトゲの嫁は女の子じゃないと思った？ Lv.9』、2015年12月10日初版発行（同日発売[39]）、ISBN 978-4-04-865587-3
  - 『ネトゲの嫁は女の子じゃないと思った？ Lv.10』、2016年4月9日初版発行（同日発売[40]）、ISBN 978-4-04-865914-7
  - 『ネトゲの嫁は女の子じゃないと思った？ Lv.11』、2016年6月10日初版発行（同日発売[41]）、ISBN 978-4-04-865956-7
  - 『ネトゲの嫁は女の子じゃないと思った？ Lv.12』、2016年10月8日初版発行（同日発売[42]）、ISBN 978-4-04-892452-8
  - 『ネトゲの嫁は女の子じゃないと思った？ Lv.13』、2017年2月10日初版発行（同日発売[43]）、ISBN 978-4-04-892664-5
  - 『ネトゲの嫁は女の子じゃないと思った？ Lv.14』、2017年6月9日初版発行（同日発売[44]）、ISBN 978-4-04-892952-3
  - 『ネトゲの嫁は女の子じゃないと思った？ Lv.15』、2017年10月7日初版発行（同日発売[45]）、ISBN 978-4-04-893401-5
  - 『ネトゲの嫁は女の子じゃないと思った？ Lv.16』、2018年2月10日初版発行（同日発売[46]）、ISBN 978-4-04-893615-6
  - 『ネトゲの嫁は女の子じゃないと思った？ Lv.17』、2018年6月9日初版発行（同日発売[47]）、ISBN 978-4-04-893900-3
  - 『ネトゲの嫁は女の子じゃないと思った？ Lv.18』、2018年11月10日初版発行（同日発売[48]）、ISBN 978-4-04-912098-1
  - 『ネトゲの嫁は女の子じゃないと思った？ Lv.19』、2019年4月10日初版発行（同日発売[49]）、ISBN 978-4-04-912460-6
  - 『ネトゲの嫁は女の子じゃないと思った？ Lv.20』、2019年9月10日初版発行（同日発売[50]）、ISBN 978-4-04-912799-7
  - 『ネトゲの嫁は女の子じゃないと思った？ Lv.21』、2020年4月10日初版発行（同日発売[51]）、ISBN 978-4-04-913182-6
  - 『ネトゲの嫁は女の子じゃないと思った？ Lv.22』、2023年11月10日初版発行（同日発売[52]）、ISBN 978-4-04-913582-4
  - 『ネトゲの嫁は女の子じゃないと思った？ Lv.23』、2023年12月8日初版発売[53]、ISBN 978-4-04-915142-8

### 漫画
- 聴猫芝居（原作）・Hisasi（キャラクターデザイン）・石神一威（作画）、KADOKAWA〈電撃コミックスNEXT〉、全8巻
  - 『ネトゲの嫁は女の子じゃないと思った？ Lv.1』、2015年3月10日初版発行（同日発売[54]）、ISBN 978-4-04-869365-3
  - 『ネトゲの嫁は女の子じゃないと思った？ Lv.2』、2015年10月10日初版発行（同日発売[55]）、ISBN 978-4-04-865470-8
  - 『ネトゲの嫁は女の子じゃないと思った？ Lv.3』、2016年4月9日初版発行（同日発売[56]）、ISBN 978-4-04-865918-5
  - 『ネトゲの嫁は女の子じゃないと思った？ Lv.4』、2016年6月10日初版発行（同日発売[57]）、ISBN 978-4-04-865919-2
  - 『ネトゲの嫁は女の子じゃないと思った？ Lv.5』、2017年2月10日初版発行（同日発売[58]）、ISBN 978-4-04-892703-1
  - 『ネトゲの嫁は女の子じゃないと思った？ Lv.6』、2017年10月7日初版発行（同日発売[59]）、ISBN 978-4-04-893352-0
  - 『ネトゲの嫁は女の子じゃないと思った？ Lv.7』、2018年3月10日初版発行（同日発売[60]）、ISBN 978-4-04-893731-3
  - 『ネトゲの嫁は女の子じゃないと思った？ Lv.8』、2018年11月10日初版発行（同日発売[61]）、ISBN 978-4-04-912183-4

## テレビアニメ
2015年10月に開催されたイベント「電撃文庫 秋の祭典2015」にてアニメ化が発表され、2016年4月より6月まで放送された。

### スタッフ
- 原作 - 聴猫芝居（電撃文庫刊）[63]
- 原作イラスト - Hisasi[63]
- 監督 - 柳伸亮[4]
- シリーズ構成 - 髙橋龍也[4]
- キャラクターデザイン - 矢野茜[4]
- プロップデザイン - 北山景子[4]
- モンスターデザイン - 神谷美也子[4]
- 美術設定 - 佐南友理[4]
- 美術監督 - 三宅昌和[4]
- 色彩設計 - 舘絵美子[64]
- 撮影監督 - 廣岡岳[64]
- CGラインディレクター - 斎藤威志[4]
- 編集 - 齋藤朱里[64]
- 音響監督 - 飯田里樹[64]
- 音楽 - 井内舞子[4]
- 音楽制作 - NBCUniversal Entertainment[64]
- 音楽プロデューサー - 西村潤[64]
- チーフプロデューサー - 小倉充俊[64]、和田敦[64]
- プロデューサー - 福良啓[64]、清瀬貴央[64]
- 制作プロデューサー - 糀谷智司[64]
- アニメーションプロデュース - barnum studio[4]
- アニメーション制作 - project No.9[4]
- 製作 - LA運営チーム[4]

### 主題歌
「1st Love Story」
Luce Twinkle Wink☆によるオープニングテーマ。作詞は藤林聖子、作曲・編曲は大久保薫。
「ゼロイチキセキ」
南條愛乃によるエンディングテーマ。作詞は南條、作曲・編曲は橋本由香利。

### 各話リスト
| 話数  | サブタイトル                         | シナリオ | 絵コンテ     | 演出              | 作画監督 | 総作画監督 |
| ----- | ------------------------------------ | -------- | ------------ | ----------------- | --- | ---------- |
| Lv.01 | ネトゲの嫁は女の子じゃないと思った？ | 髙橋龍也 | 柳伸亮       | 西片康人          | 城紀史、柳瀬譲二 | 矢野茜     |
| Lv.02 | 学校じゃネトゲはできないと思った？   | 髙橋龍也 | 永居慎平     | 永居慎平          | 森出剛、松原一之 | 茂木琢次   |
| Lv.03 | ネトゲとリアルは違うと思った？       | 髙橋龍也 | 坂田純一     | 日下直義 勝亦祥視 | 野本正幸、佐々木萌 | 矢野茜     |
| Lv.04 | あの子の秘密がバレないと思った？     | 雑破業   | 三浦和也     | 三浦和也          | 能海智佳 | 茂木琢次   |
| Lv.05 | 転生すればワンチャンあると思った？   | 雑破業   | 永居慎平     | 日下直義 勝亦祥視 | 野本正幸、佐々木萌、宮暁秀 | 矢野茜     |
| Lv.06 | 告白したら成功確定だと思った？       | 髙橋龍也 | 日下直義     | 鈴木輪流郎        | 大庭小枝、Han sung hui | 茂木琢次   |
| Lv.07 | 海に行ったらリア充になれると思った？ | 雑破業   | 斎藤徳明     | 篠崎康行          | 築山翔太、城紀史 渡辺奏(食材) | 矢野茜     |
| Lv.08 | ネトゲの旦那を諦めると思った？       | 雑破業   | 坂田純一     | 三浦和也          | 能海知佳、上野卓志、櫻井司 | 茂木琢次   |
| Lv.09 | お泊まりしたら仲良くなれると思った？ | 聴猫芝居 | 中山岳洋     | 浅見松雄          | 中西理恵、松原一之、向川原憲 柳考相、河原久美子、水澤智可                                                                                             | 矢野茜     |
| Lv.10 | 文化祭なら頑張ると思った？           | 髙橋龍也 | どじゃがげん | 小野田雄亮        | 大庭小枝、Han sung hui Ahn hyou jeong、kim eun ha | 茂木琢次   |
| Lv.11 | 他人任せで勝てると思った？           | 雑破業   | いわたかずや | いわたかずや      | 森出剛、松原一之、築山翔太 福島豊明、柳孝相、世良コータ                                                                                               | 茂木琢次   |
| Lv.12 | ネトゲの嫁は女の子なんですよ！       | 髙橋龍也 | 坂田純一     | 藏本穂高          | 柳伸亮、中西理絵、小野陽子 谷拓也、津熊健徳、日野貴史 野口孝行、八木元喜、柴田勝紀 服部憲治、吉岡敏幸 佐藤真里菜、夏瀬悠李 河原久美子、矢野茜、渡邉葵 | 矢野茜     |

### 放送局
| 放送期間               | 放送時間                     | 放送局     | 対象地域 | 備考                              |
| ---------------------- | ---------------------------- | ---------- | -------- | --------------------------------- |
| 2016年4月7日 - 6月23日 | 木曜 23:00 - 23:30           | AT-X       | 日本全域 | 製作委員会参加 / リピート放送あり |
|                        | 木曜 23:30 - 金曜 0:00       | TOKYO MX   | 東京都   |                                   |
| 2016年4月8日 - 6月24日 | 金曜 0:30 - 1:00（木曜深夜） | BS11       | 日本全域 | 『ANIME+』枠                      |
|                        | 金曜 2:00 - 2:30（木曜深夜） | サンテレビ | 兵庫県   |                                   |

### BD / DVD
| 巻 | 発売日         | 収録話          | 規格品番  | 規格品番  |
| 巻 | 発売日         | 収録話          | BD初回版  | DVD初回版 |
| -- | -------------- | --------------- | --------- | --------- |
| 1  | 2016年6月23日  | 第1話 - 第2話   | GNXA-1821 | GNBA-2461 |
| 2  | 2016年7月22日  | 第3話 - 第4話   | GNXA-1822 | GNBA-2462 |
| 3  | 2016年8月24日  | 第5話 - 第6話   | GNXA-1823 | GNBA-2463 |
| 4  | 2016年9月28日  | 第7話 - 第8話   | GNXA-1824 | GNBA-2464 |
| 5  | 2016年10月20日 | 第9話 - 第10話  | GNXA-1825 | GNBA-2465 |
| 6  | 2016年11月18日 | 第11話 - 第12話 | GNXA-1826 | GNBA-2466 |

### Webラジオ
『豊永・南條の2人はラジオしないと思った？』のタイトルで、ラジオ大阪では2016年4月7日から12月29日まで毎週木曜日に、音泉では2016年4月8日から12月30日まで毎週金曜日に配信された。パーソナリティは豊永利行（西村英騎 / ルシアン 役）と南條愛乃（斉藤結衣 役）が務めた。略称は『†はと†』。

## メディア展開

### 多数決ドラマ
ユーザー参加型ラジオドラマ「多数決ドラマ」の第4弾として2017年に配信されることが予定されていた。その後、特に続報はない。

### ゲーム
電撃文庫 FIGHTING CLIMAX IGNITION
セガグループから発売されている2D対戦格闘ゲーム。
プレイヤーキャラクターとしてアコが、サポートキャラクターとしてルシアンが登場。2016年3月25日より家庭用版の追加DLCキャラクターとして配信されている。
三国志大戦
セガ・インタラクティブのアーケードゲーム。
2018年10月より、本作の亜子をモデルにした厳氏が登場している。声はアニメと同じく日高里菜。